# Eyebrow
Eyebrow es un pueblo canadiense situado en la provincia de Saskatchewan.

## Superficie
Eyebrow tiene una superficie de 2,52 km².

## Demografía
En 2021, tenía 130 habitantes, una densidad poblacional de 51,6 hab./km², y 73 viviendas.